# ممنوعیت الکل

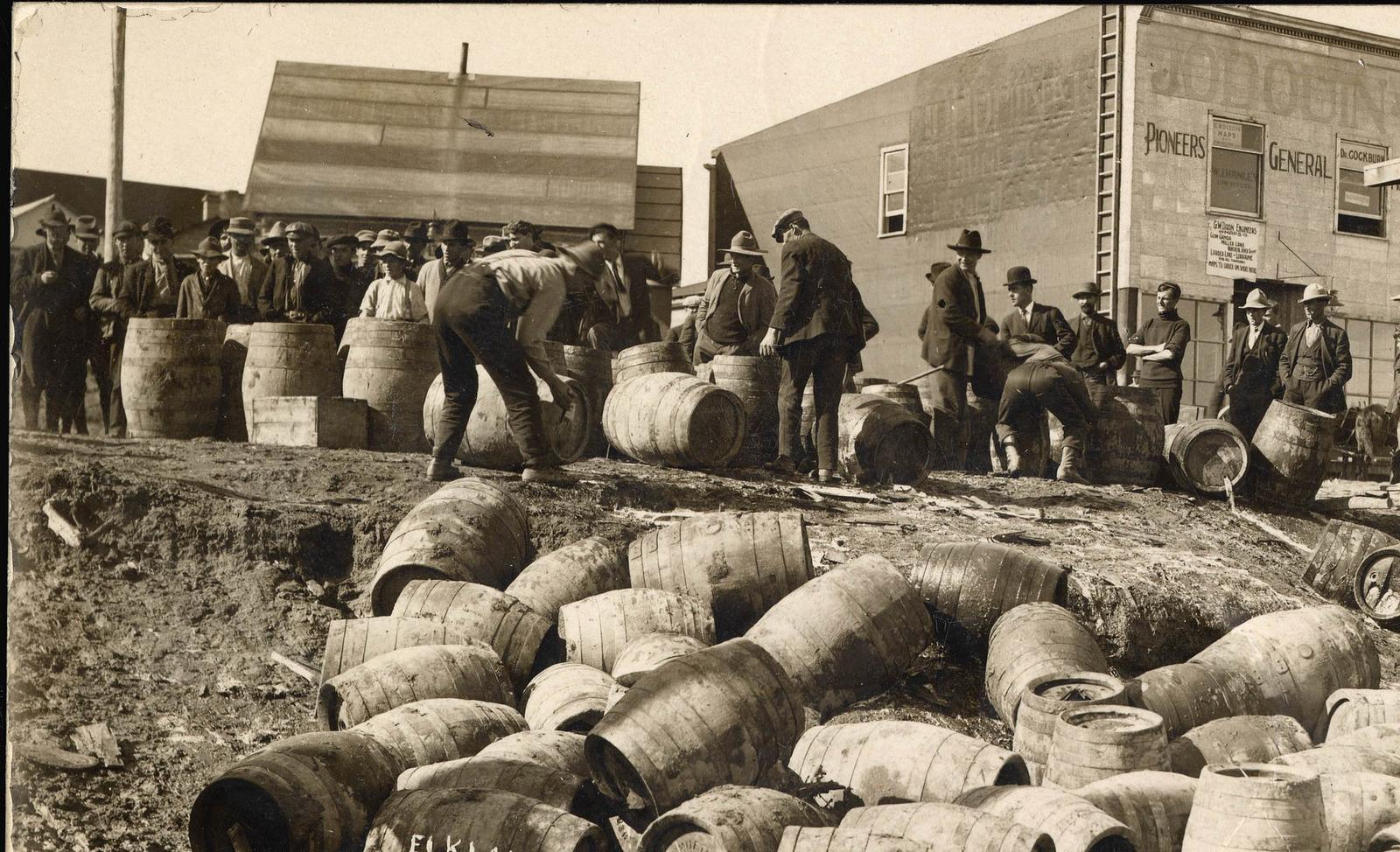
حمله‌ی پلیس و مصادره‌ی الکل غیرقانونی در الک لیک، کانادا، سال ۱۹۲۵.

ممنوعیت الکل (انگلیسی: prohibition of alcohol) ساخت غیرقانونی، ذخیره‌سازی در بشکه یا بطری، جابه‌جایی، فروش، مالکیت و مصرف الکل شامل نوشیدنی‌های الکلی یا یک دورهٔ زمانی که در طی آن غیرقانونی شد.

## ممنوعیت الکل در کشورهای آسیایی

### افغانستان
فروش الکل در افغانستان ممنوع است.

### ایران
از انقلاب ۱۳۵۷ فروش و مصرف الکل برای مسلمانان و فروش برای غیر مسلمان، در ایران ممنوع شد.
پیش از آن نیز، در سال ۱۳۱۳ در «نظام‌نامهٔ رسومات» اجازهٔ ایجاد «مؤسسهٔ مشروب‌سازی» داده شده بود و پس از آن نیز دولت‌ها و مجالس قانون‌هایی را دربارهٔ کارخانه‌های مشروب‌سازی و همچنین حقوق گمرکی واردات مشروبات الکلی تصویب کردند. اما در دورهٔ حکومت پهلوی برخی قوانین و آیین‌نامه‌های متناقض دربارهٔ مصرف مشروبات الکلی تصویب شد. دولت ایران در جلسهٔ ۱۲ تیر ۱۳۲۷ فروش مشروبات الکلی در شهرهای مذهبی مشهد و قم را ممنوع اعلام کرد. یک سال قبل اما هیئت دولت اختیار صدور مجوز برای نصب دستگاه‌های تولید نوشابه‌های الکلی در شهرهای تهران، قزوین، تبریز، رضائیه (ارومیه)، مراغه، اصفهان، شیراز، مشهد، اراک، قوچان، کرمانشاه، همدان و اهواز را به وزارت دارایی واگذار کرده بود.

### اندونزی
فروش الکل به مردم در مغازه‌های کوچک و بقالی ها ممنوع است.

### بنگلادش
در بنگلادش، الکل با توجه به ممنوعیت در دین اسلام به‌طور کلی ممنوع است. با این حال، خرید و مصرف آن‌ برای غیرمسلمانان در این کشور آزاد است. قبیله‌ی گارو یک گونه آبجوی برنج مصرف می‌کنند و مسیحیان شراب برای عشای ربانی می‌نوشند.

### کویت
مصرف، واردات، تولید و قاچاق مشروب به شدت قانون‌شکنی است.

### مالزی
الکل برای مسلمانان با توجه به دین اسلام و قانون شریعت در مالزی ممنوع است.

## ممنوعیت الکل در ایالات متحدۀ آمریکا

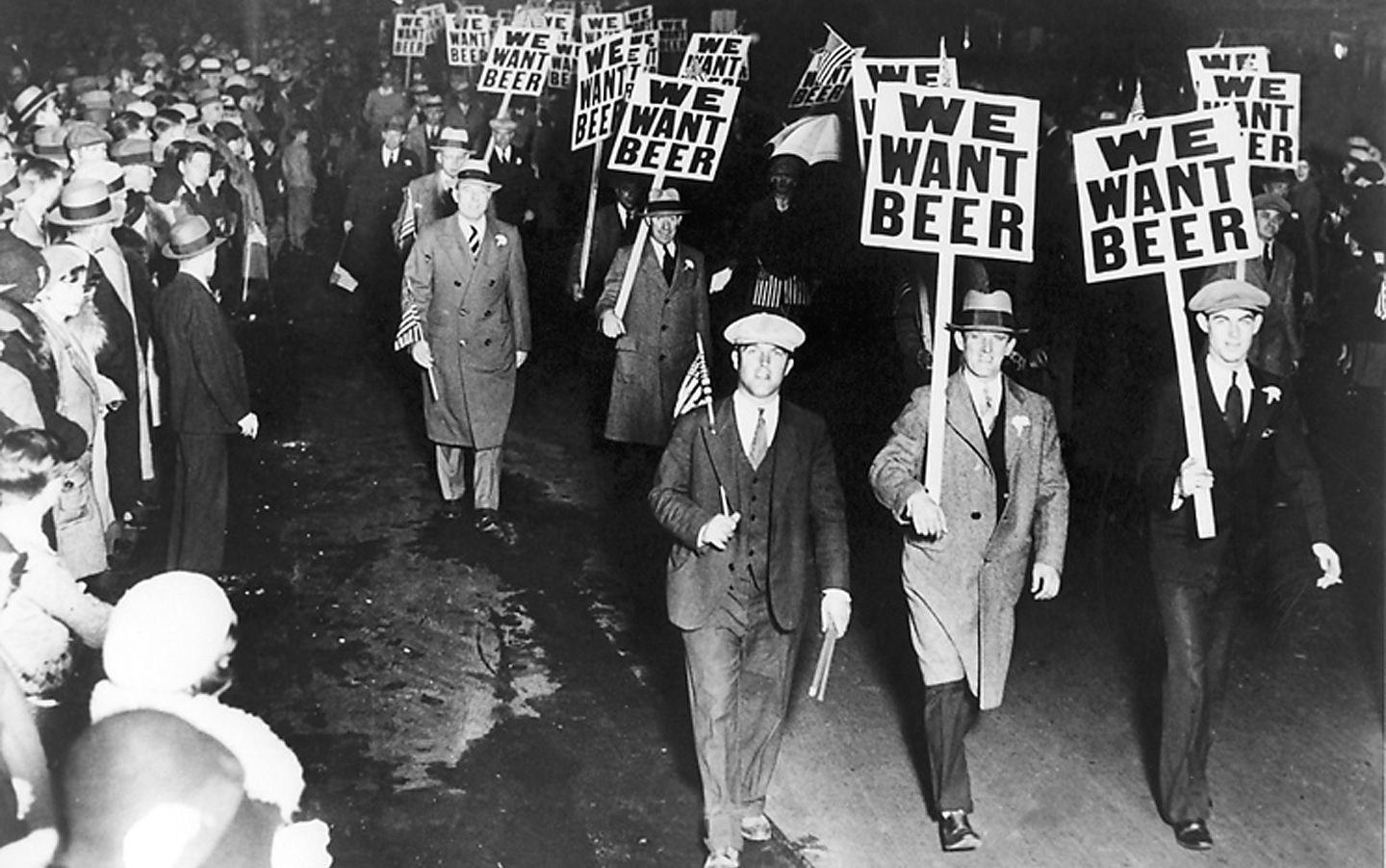
اعتراضات ضد ممنوعیت الکل در آمریکا در عصر ممنوعیت

در فاصلۀ ۱۹۲۰ تا ۱۹۳۳ تولید، فروش و حمل‌‌ونقل کلیۀ نوشیدنی‌های الکلی در ایالات متحده آمریکا، بر اساس متمم هجدهم قانون اساسی این کشور، ممنوع بود. این دوره به عصر ممنوعیت شهرت داشت. با وجود اینکه جنبش مخالفت با مصرف الکل که در آن زمان بسیار مورد حمایت قرار گرفته بود، باعث ایجاد ممنوعیت شده بود؛ میلیون‌ها آمریکایی همچنان مایل به مصرف الکل بودند. این مورد باعث رشد شرابخانه‌ها و مراکز تولید نوشیدنی‌های الکلی غیرقانونی در آنجا شد. تأسیس این مراکز باعث گسترش جرایم سازمان‌یافته و بعدها فعالیت دار و دسته‌‌ها نیز شد.